# Jubileusz
Jubileusz – ważna, okrągła rocznica jakiegoś wydarzenia i uroczystość organizowana dla jej uczczenia.
Największymi jubileuszami są rocznice mające cyfrę 1 z następującymi po niej zerami, czyli wartości 10, 100, 1000, mniejszymi ich połowy, a potem pierwsze ćwiartki; jeszcze mniejszymi jubileuszami są inne liczby kończące się zerami lub piątką, i tak np. huczniejszymi jubileuszami są wartości 25 czy 250 niż 20 czy 200.
Osobą obchodzącą jubileusz jest jubilat. Może on obchodzić np. rocznicę urodzin, działalności zawodowej, małżeństwa, posługi kapłańskiej itp. Jubileusz mogą jednak obchodzić także inne podmioty (np. szkoła, miasto itp.), jednak w tych wypadkach określenia jubilat używa się znacznie rzadziej, rezerwując je zazwyczaj tylko dla osób.
Ponieważ jubileusz jest z definicji rocznicą wydarzającą się rzadziej niż co roku, jest więc okazją także do innych niecodziennych wydarzeń, jak np. finalizowania długoplanowych zamierzeń, składania lub odnawiania deklaracji, czy nawet zaciągania nowych zobowiązań mających podtrzymać tradycję minionego okresu. Bywa nawet, że przygotowania do jubileuszu trwają kilka lat. Przykładem wydarzeń towarzyszących jubileuszowi może być: odnowienie święceń kapłańskich przez osobę duchowną w 50-lecie jej posługi duszpasterskiej czy też ukończenie znaczących inwestycji w mieście z okazji 750-lecia uzyskania przez to miasto praw miejskich.

## Jubileusze małżeńskie
Rocznice zawarcia ślubu zwykło się nazywać specyficznymi nazwami. Przykładowo, piąta rocznica jest drewniana, dziesiąta — cynowa, dwudziesta piąta — srebrna, a pięćdziesiąta — złota.